# جاك سانتينو
جاك سانتينو (بالإنجليزية: Jack Santino) هو مدرس أمريكي، ولد في 1 أغسطس 1947 في بوسطن في الولايات المتحدة.

## وصلات خارجية
- جاك سانتينو على موقع IMDb (الإنجليزية)